# Tirsuli
Der Tirsuli (auch Tirsuli I) ist ein 7074 m hoher Berg im Himalaya in Uttarakhand (Indien). 
Der Berg befindet sich im östlichen Garhwal-Himalaya im Nanda-Devi-Biosphärenreservat. Der Milamgletscher befindet sich an der Ost- und Südostflanke, der Baginigletscher an der Südwestflanke und im Norden beginnt der Siruanchgletscher.
2,6 km südlich des Tirsuli erhebt sich der 7151 m hohe Hardeol. Ein Bergkamm führt nach Westen zum 1,61 km entfernten 7035 m hohen Tirsuli West. Nach Nordosten führt ein weiterer Bergkamm zum 6180 m hohen Chalab.  

## Besteigungsgeschichte
Im Jahr 1939 kamen bei einem Besteigungsversuch die beiden Polen  Adam Karpiński und Stefan Bernadzikiewicz durch ein Lawinenunglück ums Leben.
Die Erstbesteigung gelang am 9. Oktober 1966 einer indischen Expedition (Nirapada Mallik, Shyamal Chakrabarty, Nima Tashi und Sherpa Dorji) über die Ostflanke des Südostgrats.